# Балака (округ)
Балака — округ в Южном регионе Малави. Столица — Балака. Площадь района — около 2193 км², население — более 310 000 человек. Население увеличивается на 2,3 % в год.

## Правительство и административное деление
В Балаке 4 избирательных округа Национального собрания:
- Балака — Восток
- Балака — Север
- Балака — Запад
- Балака — Юг